# 重修許旌陽祠記
《重修許旌陽祠記》，由宋代江西人王安石所寫，以紀念南昌萬壽宮重新大修。
記中一方面贊頌晋代旌阳县令许逊為政清廉、愛民如子、斬蛟治水的千古功績，一方面又貶斥宋代政治時弊，認為「仁於時者，得人如公[許遜]，亦可謂晦冥之日月矣。」